# Albert Tucci
Pour les articles homonymes, voir Tucci.
Albert Tucci, né le 9 février 1896 à Mouzaïaville (Algérie) et mort le 29 avril 1973 à Paris, est un homme politique français.

## Biographie
Au Conseil de la République, il est nommé membre des commissions de l'agriculture et de la marine.
Il est inhumé au cimetière de Passy.